# Csurulyásza
Csurulyásza (románul: Ciuruleasa) falu Romániában, Fehér megyében, az azonos nevű község központja.

## Fekvése
Az Abrudi-medence déli részén, a Kis-Cserna folyó mellett található. Gyulafehérvártól északnyugatra, Abrudbánya város mellett fekszik. Északon Abrudbánya, keleten Bucsony, délkeleten Zalatna, délnyugaton Bucsesd, nyugaton Blezseny, északon Aranyosszohodol határolja.

## Története
Csurulyásza nevét először 1850-ben említették Csiurul Karcza néven.
A trianoni békeszerződésig Alsó-Fehér vármegye Verespataki járásához tartozott. 1850 - 1941 között Abrudfalva része volt, 1941-ben lett önálló falu.

## Lakossága
1850-ben 1103 román lakosa volt.
1941-ben, függetlenné válásának évében 1521 román lakosa volt.
2002-ben 551 fő lakta, mind románok.
A lakosság fő jövedelemforrása a mezőgazdaság, állattenyésztés és mészkő feldolgozás.

## Turizmus
A település fekvése révén fontos turistaközpont lett. A környékbeli hegyek egyedi alpesi növényvilággal rendelkeznek. A tél sportok kedvelőiek lehetőség van sízésre és hódeszkázásra is.